# Junior Eurovision Song Contest 2003
Junior Eurovision Song Contest 2003 var den første udgave af Junior Eurovision Song Contest. Showet blev afholdt i Forum København i den danske hovedstad København, da Danmark. Showet blev afholdt d. 15. november 2003, det havde 16 deltagende lande, og de danske værter var Camilla Ottesen og Remee.

## Deltagere
| Nr | Land           | Sprog        | Artist               | Sang                                  | Plads | Point |
| -- | -------------- | ------------ | -------------------- | ------------------------------------- | ----- | ----- |
| 01 | Grækenland     | Græsk        | Nicolas Ganopoulos   | Φίλοι για πάντα / Fili gia panta      | 08    | 53    |
| 02 | Kroatien       | Kroatisk     | Dino Jelušić         | Ti Si Moja Prva Ljubav                | 01    | 134   |
| 03 | Cypern         | Græsk        | Theodora Rafti       | Μια Ευχή / Mia Efhi                   | 14    | 16    |
| 04 | Hviderusland   | Hviderussisk | Volha Satsiuk        | Танцуй / Tantsuy                      | 04    | 103   |
| 05 | Letland        | Lettisk      | Dzintars Cica        | Tu Esi Vasarā                         | 09    | 37    |
| 06 | Makedonien     | Makedonsk    | Marija and Viktorija | Ти не ме познаваш / Ti Ne me Poznavaš | 12    | 19    |
| 07 | Polen          | Polsk        | Kasia Zurawik        | Coś Mnie Nosi                         | 16    | 3     |
| 08 | Norge          | Norsk        | 2U                   | Sinnsykt Gal Forelsket                | 13    | 18    |
| 09 | Spanien        | Spansk       | Sergio               | Desde El Cielo                        | 02    | 125   |
| 10 | Rumænien       | Rumænsk      | Bubu                 | Tobele Sunt Viaţa Mea                 | 10    | 35    |
| 11 | Belgien        | Hollansk     | X!NK                 | De Vriendschapsband                   | 06    | 83    |
| 12 | Storbritannien | Engelsk      | Tom Morley           | My Song For The World                 | 03    | 118   |
| 13 | Danmark        | Dansk        | Anne Gadegaard       | Arabiens Drøm                         | 05    | 93    |
| 14 | Sverige        | Svensk       | The Honeypies        | Stoppa Mig                            | 15    | 12    |
| 15 | Malta          | Engelsk      | Sarah Harrison       | Like A Star                           | 07    | 56    |
| 16 | Holland        | Hollansk     | Roel                 | Mijn Ogen Zeggen Alles                | 11    | 23    |